# Owenn
Owenn, pseudonimo di Christian Owens (New York, 18 aprile 1983), è un cantautore e ballerino statunitense.

## Biografia
Christian Owens, noto come Owenn, è un cantante emergente che ha avviato la sua carriera lavorando con Taylor Swift. L'artista è stato un ballerino durante il suo Reputation Stadium Tour. Successivamente, ha recitato con lei nel video musicale per il singolo Lover. La stessa Swift ha aiutato Owenn a ottenere il suo contratto discografico con la Republic Records, in particolare con la Island Records.
Come ballerino, ha partecipato al Coachella di Beyoncé nel 2018; già nel 2012, aveva ballato per Rihanna.
Nell'aprile 2021, Owenn ha pubblicato il suo singolo di debutto, Baby Girl, seguito da Rest of My Life nel 2022.
Dopo l'annuncio del The Eras Tour di Taylor Swift, Owenn ha espresso la sua gratitudine alla cantante sui social media, giacché fungerà da atto di apertura per l'artista per tutto il giugno 2023, nonché per la penultima data del tour negli Stati Uniti per il tour il 4 agosto 2023.

## Discografia

### Singoli
- 2021 - Baby Girl
- 2022 - Rest Of My Life
- 2022 - Show Me